# Koelebaki
Koelebaki (Russisch: Кулебаки) is een stad in de Russische oblast Nizjni Novgorod op 188 kilometer ten zuidwesten van Nizjni Novgorod. Het ligt in de vallei van de Oka en vormt het bestuurlijk centrum van het gelijknamige gemeentelijke district Koelebakski. Het inwoneraantal bedroeg 39.072 personen bij de volkstelling van 2002.

## Geschiedenis
De plaats Koelebaki werd voor het eerst genoemd in 1719. In 1932 kreeg het de status van stad. In 1953 werd op 10 kilometer ten westen van de stad de vliegbasis Savaslejka opgericht, die onderdeel vormde van de Vojska PVO.

## Economie
De lokale metaalbewerkingsfabriek Roespolymet, die werd opgericht in 1866 en van origine onderdelen maakt voor de spoorwegen, produceert momenteel ook onderdelen van de ruimtevaart. Bloem en het freezen van hout zijn ook belangrijk.

## Geboren
- Jelena Afanasjeva (1 mei 1967), middellangeafstandsloper

Bestuurlijk centrum: Nizjni Novgorod

Arzamas · Balachna · Bogorodsk · Bor · Dzerzjinsk · Gorbatov · Gorodets · Knjaginino · Koelebaki · Kstovo · Loekojanov · Lyskovo · Navasjino · Oeren · Pavlovo · Perevoz · Pervomajsk · Sarov · Semjonov · Sergatsj · Sjachoenja · Tsjkalovsk · Vetloega · Volodarsk · Vorsma · Vyksa · Zavolzje